# Tractat d'Almazán
El Tractat d'Almazán fou una pau signada el 12 d'abril de 1375 entre Pere el Cerimoniós i Enric II de Castella.
Pere el Cerimoniós va renunciar a recuperar alguns dels territoris perduts en la Guerra dels Dos Peres a canvi de 180.000 florins. A més a més s'establí el matrimoni entre Elionor d'Aragó i de Sicília i el fill d'Enric II, el futur rei Joan I de Castella i la condonació del deute d'Enric II de Castella amb Pere el Cerimoniós de 200.000 florins en concepte de dot.